# Jesper Larsson
Karl Folke Jesper Larsson, född 31 augusti 1969, är en svensk teaterman och kulturchef.
Jesper Larsson började som skådespelare i amatörteatergruppen Husvagnsteatern. År 1993 var han med och startade Ensembleteatern i Malmö tillsammans med Lars Arrhed och Sven Ahlström. Åren 1998–2003 var han producent på Malmö Opera och Musikteater och 2003–2007 producent på operaavdelningen på Det Kongelige Teater i Köpenhamn.
Han var 2007–2014 chef för Malmö Stadsteater, tillsammans med Petra Brylander. Åren 2014–2019 har han varit verkställande direktör för Malmö Live Konserthus och Malmö Symfoniorkester. Han är också från 2019 ordförande i Konstnärsnämnden.
Jesper Larsson utsågs i maj 2019 till chef för Kulturhuset Stadsteatern i Stockholm, med tillträde i november 2019. Den 7 januari 2021 avgick han efter det att han "inte lyckas genomföra det som verksamheten behöver med det ledarskap som jag själv besitter".